# 로랑 시망
로랑 프랑코 시망 (Laurent Franco Ciman, 1985년 8월 5일, 파르시엔 ~ ) 은 벨기에의 은퇴한 프로 축구 선수로, 수비수로 활약했다.

## 클럽 경력
시망은 2008년 6월, 샤를루아에서 클뤼프 브뤼허와 3년 계약을 체결하고 이적하였고, 그 다음 시즌인 2009-10 시즌에 코르트레이크로 임대되었다. 2010년 6월 16일, 그는 스탕다르 리에주에 4년 계약으로 합류했다.

## 국가대표팀 경력
시망은 2004년 5월 19일, 불가리아와의 친선전을 앞두고 후르허스 레이컨스 감독에 의해 U-21 국가대표팀에 차출되었다. 그리고 그 경기에서 데뷔전을 치렀다.
2014년 5월 13일, 그는 2014년 FIFA 월드컵에 참가할 벨기에의 최종 엔트리에 포함되었다.
2018년 6월 6일 기준
| 2010 | 2  | 0 |
| 2011 | 6  | 0 |
| 2014 | 1  | 0 |
| 2016 | 7  | 1 |
| 2017 | 3  | 0 |
| 2018 | 1  | 0 |
| 합계 | 20 | 1 |

## 수상
클뤼프 브뤼허
- 브뤼흐서 메턴: 2009[5]

스탕다르 리에주
- 벨기에 컵: 2010–11